# Diospyros egleri
Diospyros egleri là một loài thực vật có hoa trong họ Thị. Loài này được Pires & Cavalc. mô tả khoa học đầu tiên năm 1960.